# Ronny (football, 1986)
Pour les articles homonymes, voir Ronny.
Pour les articles ayant des titres homophones, voir Roni et Rony.
Ronny Heberson Furtado de Araújo, dit Ronny (anciennement Tody), né le 11 mai 1986 à Fortaleza (Brésil) est un ancien footballeur brésilien, qui évoluait principalement au poste de milieu offensif.
Il a inscrit le but sur coup franc le plus rapide du monde lors d'un match contre le club de Naval (vitesse constatée de 221 km/h).

## Palmarès

### En club
- Corinthians
  - Champion du Brésil en 2005

- Sporting CP
  - Vainqueur de la Coupe du Portugal en 2007 et 2008
  - Vainqueur de la Supercoupe du Portugal en 2007 et 2008
  - Finaliste de la Coupe de la ligue portugaise en 2008 et 2009

- Hertha Berlin
  - Championnat d'Allemagne de 2. Bundesliga (D2) en 2011 et 2013

### En sélection
- Équipe du Brésil des moins de 17 ans
  - Champion du monde  des moins de 17 ans en 2003